# Дуб черешчатий (Ярмолинецький район)
Дуб чере́шчатий — ботанічна пам'ятка природи місцевого значення в Україні. Розташована в межах Ярмолинецького району Хмельницької області, на схід від села Шарівка.
Площа 12,8 га. Охоронний режим встановлено 2007 року. Перебуває у віданні ДП «Ярмолинецький лісгосп» (Ярмолинецьке л-во, кв. 49, вид. 17, урочище «Максимець»).
Охороняється генетичний резерват дуба звичайного. Основу насадження становить дуб звичайний та граб звичайний з домішкою липи дрібнолистої, берези повислої, осики; в підліску зростають ліщина звичайна, бузина чорна, глід криваво-червоний. В трав'яному покриві домінують зеленчук жовтий, зірочник ланцетоподібний, копитняк європейський тощо. Дерева дуба звичайного мають середній діаметр стовбура 35 см, середню висоту — 25 м та вік — 110 років.
Має лісогосподарське (цінна насіннєва ділянка), наукове, рекреаційне, освітньо-виховне і пізнавальне значення.